# 南風 (レミオロメンの曲)
「南風」（みなみかぜ）は、日本のロックバンド・レミオロメンのメジャー5作目（通算6作目）のシングル。

## 概要
- 前作「モラトリアム」から約1ヶ月ぶり、3ヶ月連続作品リリースの第2弾にしてアルバム『ether [エーテル]』からの先行シングル。
- 表題曲は上野樹里主演の映画『亀は意外と速く泳ぐ』の主題歌に起用され、初の映画タイアップが付いた。
- 今作では全収録曲に小林武史がキーボードで参加している。
- 初回限定盤と通常盤の2形態で発売され、初回限定盤はCD EXTRA規格で表題曲のミュージック・ビデオが収録された。
- オリコンチャート初登場9位を獲得。2作連続でトップ10入りを果たした。

## 収録曲
1. 南風 [4:03]
作詞：藤巻亮太
作曲：レミオロメン[注 1]
ストリングスアレンジ：小林武史、四家卯大
  - 映画『亀は意外と速く泳ぐ』主題歌。ミュージック・ビデオには古畑勝隆と貫地谷しほりが出演している。アルバム『ether [エーテル]』に収録されている。また、『Flash and Gleam』にライヴ・ヴァージョンが収録されている。
  - インディーズの頃から楽曲自体は存在しており、ベース前田が元となる曲を作った。
  - タイトルの由来は彼らの出身地である、甲府市和戸町にあるラブホテル「南の風風力3」からとっている。
2. 虹色 [5:49]
作詞：藤巻亮太
作曲：レミオロメン
ホーンアレンジ：小林武史、山本拓夫
  - インディーズ楽曲の録り直し。アレンジなども変わっている。
  - 2番の後にサビが加えられ、インディーズの曲より、約1分20秒ほど長い。
3. ループ [3:56]
作詞：藤巻亮太
作曲：レミオロメン
  - これもインディーズ時代の曲の録り直しである。初期のバージョンとはかなり異なった曲調となっている。
  - 打ち込みが多用されている。

## 参加ミュージシャン
レミオロメン
- 藤巻亮太：Vocal & Guitar
- 神宮司治：Drums
- 前田啓介：Bass

サポートミュージシャン
- 小林武史：Keyboards (全曲)
- 田島朗子：Violin (#1)
- 下川美帆：Violin (#1)
- 高橋亜聖：Violin (#1)
- 渋田紀子：Violin (#1)
- 伊勢三木子：Violin (#1)
- 守田マヤ：Violin (#1)
- 松沼夕夏：Viola (#1)
- 渡辺一雄：Viola (#1)
- 四家卯大：Cello (#1)

## タイアップ
- ウィルコ配給映画『亀は意外と速く泳ぐ』主題歌 (#1)
- KIRIN『氷結』CMソング (#1)

## 収録アルバム
- ether [エーテル] (#1)
- レミオベスト (#1)
- Sharing2 (#1)